# Mohammad al-Shalhoub
Mohammad Bander al-Shalhoub, né le 8 décembre 1980 à La Mecque, est un footballeur saoudien. Il joue au poste de milieu de terrain offensif avec l'équipe d'Arabie saoudite.

## Biographie

### En club
- 1998- : Al Hilal Riyad -  Arabie saoudite

### En équipe nationale
Il a fait ses débuts sur la scène internationale en 2000. Il compte aujourd'hui 79 sélections pour 21 buts. Il a disputé la coupe du monde 2002 où il était le plus petit joueur par la taille de cette compétition (1,63 m). Al-Shalhoub participe à la coupe du monde 2006 avec l'équipe d'Arabie saoudite. 

## Palmarès

### En club
- Champion d'Arabie saoudite en 2002, 2005, 2008, 2010, 2011, 2017, 2018, 2020
- Vainqueur de la Coupe Crown Prince d'Arabie saoudite en 2000, 2003, 2005, 2006, 2008, 2009, 2010, 2011
- Vainqueur de la Ligue des champions de l'AFC en 2000 et 2019
- Vainqueur de la Coupe arabe des vainqueurs de coupe en 2000

### En sélection
- Finaliste de la Coupe d'Asie des nations en 2000

### Individuel
- Meilleur buteur du Championnat d'Arabie saoudite en 2010